# Garde blanche (Finlande)
La Garde blanche (en finnois : Suojeluskunta, en suédois : Skyddskår) était une milice qui constituait la force armée du gouvernement Svinhufvud pendant la guerre civile finlandaise de 1918 : elle remporta la victoire face à la Garde rouge socialo-communiste. Le terme finnois Suojeluskunta peut être traduit littéralement par Garde de Protection.
Ses membres étaient les Gardes blancs par opposition aux Gardes rouges.

## Contexte historique
Au cours des premières années du XXe siècle, l'empire russe réduit fortement le statut d'autonomie de la Finlande en vue de l'abolir.
Cette période dite de russification de la Finlande provoque un fort mécontentement dans la société finlandaise.
En 1905, l'empire russe a perdu la guerre russo-japonaise. Cette défaite inattendue conduira à la Révolution russe de 1905.
En Finlande, le mécontentement se traduit par la grève générale finlandaise de 1905.
Pendant la grève, les forces de police finlandaises ont été dissoutes dans les faits, car elles avaient été étroitement associées aux autorités d'occupation russes.
Des gardes de sécurité municipale, pour la plupart non armées, sont spontanément organisées par des personnes du parti constitutionnel et du Parti social-démocrate.
Au début, tous les groupes politiques savent collaborer, mais vers 1906, les gardes civils des grandes villes se divisent selon les lignes partisanes.
Le premier affrontement violent entre les gardes rouges et la Garde blanche a lieu en juillet 1906 à Helsinki.
Toutefois, après le retour de l'autonomie finlandaise, les sociaux-démocrates modérés et le parti constitutionnel se retirent des activités militaires.
Cependant, la garde rouge radicalisée d'Helsinki n'a pas été dissoute, malgré l'ordre des dirigeants sociaux-démocrates de le faire, et elle participe à la rébellion de la forteresse de Suomenlinna (fi) aux côtés de soldats russes révolutionnaires et anti-impériaux.
Dans les combats qui suivent, l'armée impériale russe détruit la garde rouge.
La révolution de février 1917 en Russie a provoqué l'effondrement du pouvoir politique et militaire russe en Finlande.
Encore une fois, la police finlandaise trop associée à la Russie est effectivement dissoute, tandis que les troupes russes largement indisciplinées se sont livrées à des violences, principalement envers leurs propres officiers.
Au cours de l'été 1917, des groupes paramilitaires sont formés pour assurer le maintien de l'ordre. Bien que la création de ces milices se soit souvent faite de manière non partisane, elles se sont souvent scindées en deux factions opposées à l'automne 1917.
Les gardes rouges et blancs initialement non armés s'efforcent d'obtenir des armes. Les gardes rouges ont généralement pu recevoir des armes des unités militaires révolutionnaires russes, tandis que les gardes blancs ont obtenu les leurs auprès de partisans suédois et allemands à l'étranger.
Dans le même temps, les tensions politiques entre socialistes et non-socialistes se sont intensifiées. Au parti social-démocrate, la direction officielle a déraillé tandis que le comité exécutif des gardes rouges et les syndicats gagnaient plus de pouvoir.

## La garde blanche durant la guerre civile

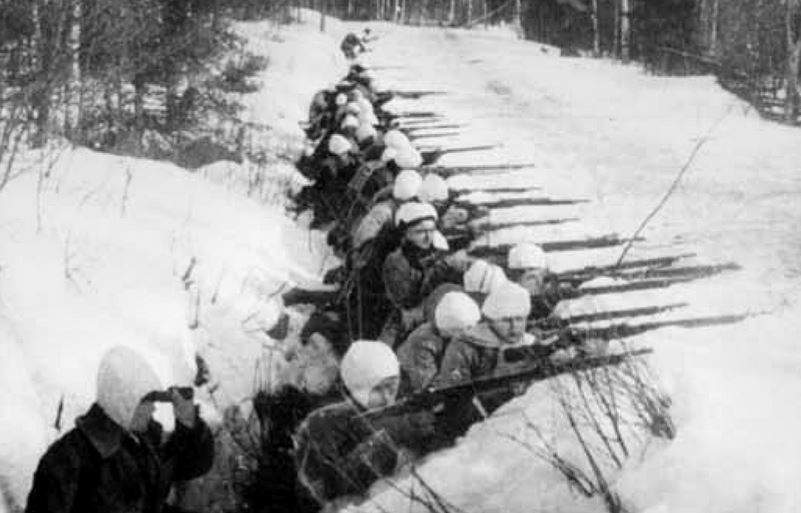
Gardes blancs dans les tranchées lors de la
en mars 1918.

Le Sénat de Finlande, présidé par Pehr Evind Svinhufvud, rédige là  déclaration d'indépendance finlandaise, qui est votée par le Parlement le 6 décembre 1917.
Déclarer l'indépendance est une chose, mais exercer un contrôle sur le territoire en est une autre.
Le "Sénat blanc" de Svinhufvud ne peut s'appuyer que sur les gardes blancs et il y a 42 500 soldats russes en Finlande.
Même si l'armée impériale russe se désintègre lentement et a déjà commencé à retirer ses unités de Finlande, les forces militaires russes démoralisées, mal entraînées et indisciplinées présentes dans le pays posent un défi de taille à la nouvelle autorité finlandaise.
Au Parlement, la question de la formation d'une nouvelle force de sécurité fait l'objet d'un vif débat.
Le 13 janvier 1918, la majorité non socialiste autorise le Sénat à constituer une police à partir de la Garde blanche.
Bientôt, le Sénat demande au général Mannerheim de former une nouvelle armée finlandaise sur la base de la milice de la Garde blanche.
En Carélie du Sud, les gardes blancs et rouges s'affrontent dans des combats à petite échelle alors que les deux parties tentaient de sécuriser la voie ferrée menant à Saint-Pétersbourg.
Dans la nuit du 27 au 28 janvier 1918, la Délégation du peuple finlandais déclare la République socialiste des travailleurs de Finlande à Helsinki en supplantant le Sénat de Finlande, présidé par Pehr Evind Svinhufvud et le parlement de Finlande.
Dans la même nuit, les gardes blancs commencent à désarmer et à arrêter les garnisons russes en Ostrobotnie.
La guerre civile finlandaise a commencé.
Ni la garde rouge ni la garde blanche ne sont entraînées au combat. Les structures ont dû être constituées hâtivement par les deux parties.
L'armée blanche a une meilleure base pour cela, car elle a reçu les volontaires des Jägers finlandais, soit quelque 2 000 hommes entraînés par l'Allemagne depuis 1915.
Ces soldats ont pu agir comme instructeurs et officiers, formant le corps des officiers et des sous-officiers de la nouvelle armée de conscrits. En outre, la partie blanche compte 1 200 volontaires suédois, dont beaucoup sont des officiers, et un nombre important d'officiers finlandais ayant servi dans l'armée impériale russe et qui sont rentrés chez eux après la révolution russe.
Bien qu'au début de la guerre, la Garde blanche formait l'essentiel de l'armée blanche, les unités de conscrits sont vite équivalents en nombre aux unités de la Garde blanche.
Ces troupes, bien mieux disciplinées et entraînées que les gardes volontaires, se sont révélées cruciales pour l'issue de la guerre. La partie rouge n'a jamais lancé de conscription, ce qui a été l'une des raisons de sa défaite.
Après quatre mois de durs combats, les gardes rouges sont défaits.
Des réparations sont exigées au lendemain de la guerre civile.
Alors que les rouges ont assassiné près de 1 100 personnes dans leur zone de contrôle (la terreur rouge (fi)), les blancs ont riposté sans pitié, exécutant environ 7 370 personnes après la reprise des zones rouges (la terreur blanche (fi)).
Environ 4 000 blancs et 4 500 rouges ont été tués au combat.
La famine de 1918 a fait 20 000 morts supplémentaires et près de 13 000 personnes sont mortes dans les camps de prisonniers,.

## Force militaire
Les effectifs de la Garde blanche sont,:
| Période                      | Effectifs                    |
| ---------------------------- | ---------------------------- |
| Fin 1917                     | 30 000 hommes                |
| Au début de la guerre civile | 35 000 hommes–40 000 hommes, |
| À la fin de la guerre civile | 70 000 hommes                |
| En 1920                      | 100 000 hommes               |